# Nikolaos Trikoupis

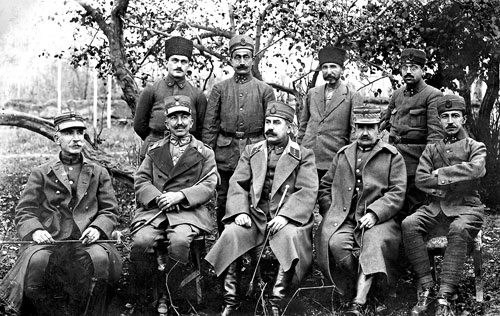
imagen donde se muestra a Nikolaos Trikoupis en el ejército griego(es el hombre con bigote y que esta feliz).

Nikolaos Trikoupis (en griego Νικόλαος Τρικούπης) fue un General de División del ejército griego durante la Guerra de Independencia Turca entre 1919 y 1922. Durante la desastrosa Batalla de Dumlupinar sus tropas estuvieron en primera línea de combate. Ante la orden de su comandante en jefe Georgios Hatzanestis de cargar contra una fuerza turca ampliamente superior, obedeció ciegamente la orden, llevando a sus tropas a la muerte. Después de la batalla, fue capturado por la caballería turca, y llevado ante Atatürk.
El alto nivel de confusión y la falta de comunicación del ejército griego llevó a que, un día después de su arresto, fuese nombrado Archistratigos (comandante en jefe) reemplazando a Hatzanestis.
- Datos: Q563117
- Multimedia: Nikolaos Trikoupis / Q563117